# Somerville (Tennessee)
Somerville település az Amerikai Egyesült Államok Tennessee államában, Fayette megyében, melynek megyeszékhelye is. Lakosainak száma 3415 fő (2020. április 1.).

## Történelem
A települést a brit–amerikai háborúban elesett hősi halottról, az Andrew Jackson tábornok alatt szolgáló Robert Somerville hadnagyról nevezték el.

## Népesség
A település népességének változása:

| 2010 | 3 094 |
| 2020 | 3 415 |